# Biotop terestru
Biotopul este alcătuit din factorii fără viață (abiotici) ai mediului. El cuprinde substratul (elementele minerale și organice) și factorii climatici (lumină, temperatură, umiditate și vânt). Substratul poate fi de natură solidă (solul), lichidă (apa) și gazoasă (atmosfera). Biotopul terestru (de exemplul parcul) are ca substrat solul, iar biotopul acvatic (de exemplu balta) are ca substrat masa apei și substratul solid de pe fundul apei. Biotopul aerian are ca substrat atmosfera.